# Vontaze Burfict
Vontaze DeLeon Burfict Jr. (Los Angeles, 24 settembre 1990) è un giocatore di football americano statunitense che milita nel ruolo di linebacker per gli Oakland Raiders della National Football League (NFL). Al college ha giocato a football all’Università statale dell'Arizona.

## Carriera professionistica

### Cincinnati Bengals

#### 2012

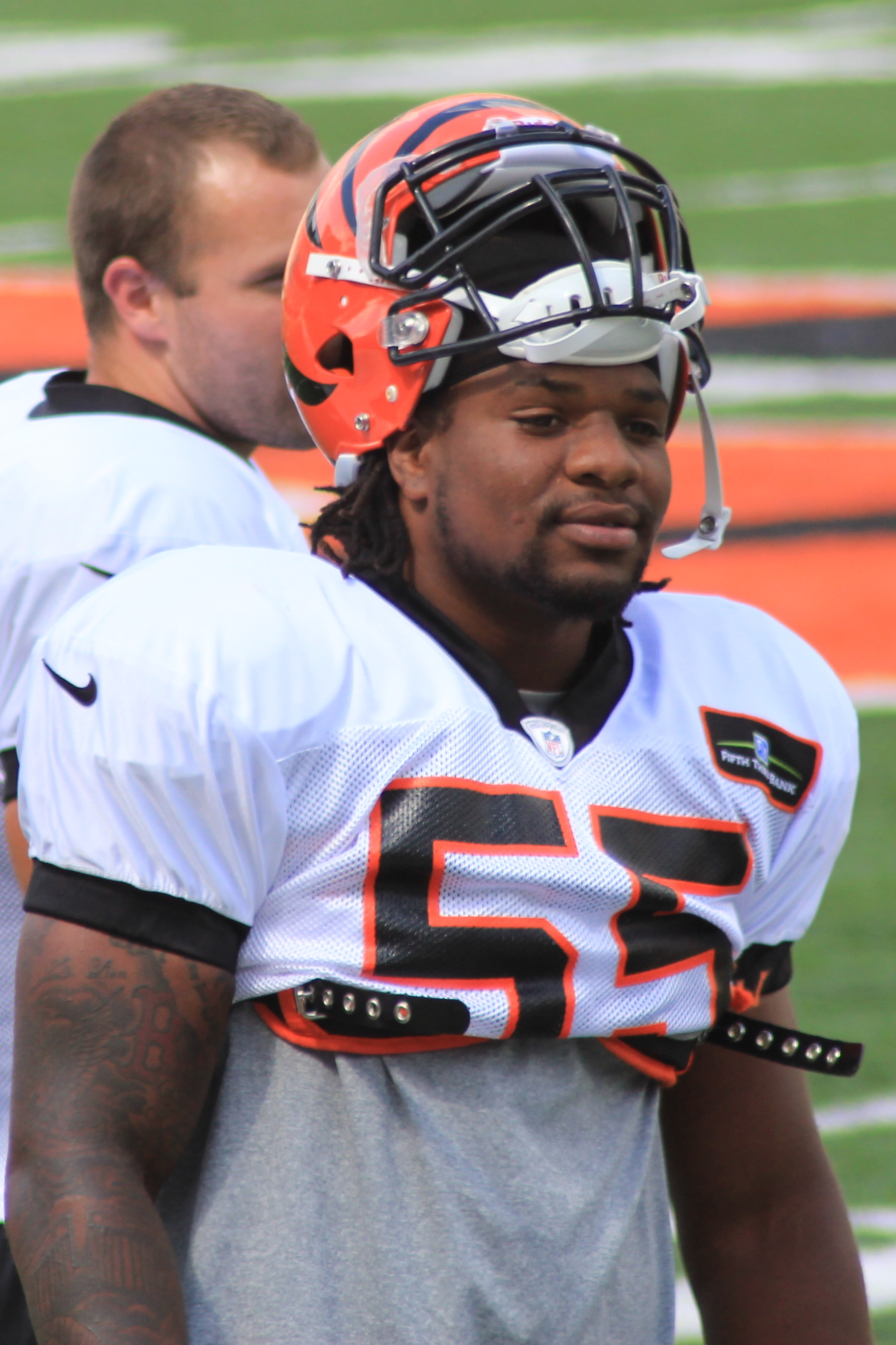
Burfict nel 2012

Un All-American nel 2010 e pronosticato come una delle prime scelte del primo giro del Draft NFL 2012, a causa di una stagione negativa da junior e di prestazioni mediocri negli eventi che precedevano il draft, Burfict alla fine non venne selezionato. Firmò così come free agent con i Cincinnati Bengals ed ebbe una stagione da rookie molto produttiva, giocando tutte le 16 partite (14 come titolare) guidando la squadra con 127 tackle, inclusi 18 nella gara contro i Baltimore Ravens. Con Burfict in campo, la difesa dei Bengals concesse meno di 2,4 yard a giocata, contro le 4,5 yard concesse mentre non era in campo.

#### 2013
Nella prima gara della stagione, Burfict guidò i Bengals con 8 tackle e fece registrare il suo primo intercetto in carriera su Jay Cutler dei Chicago Bears. Nella settimana 5 mise a segno un sack su Tom Brady contribuendo ad infliggere ai New England Patriots la prima sconfitta stagionale. Nella settimana 11 contro i Cleveland Browns guidò la sua squadra con 15 tackle, rafforzando il suo primato di leader della NFL in quel momento, e forzò un fumble ritornandolo in touchdown. Per questa prestazione fu premiato come miglior difensore della AFC della settimana.
Battendo i Minnesota Vikings nella settimana 16, i Bengals ottennero la loro terza qualificazione ai playoff consecutiva, un fatto senza precedenti per la franchigia. Burfict terminò quella gara con 6 tackle e due sack. La sua seconda stagione regolare si chiuse guidando la NFL con ben 171 tackle, oltre a 3 sack e un intercetto che gli valsero la prima convocazione al Pro Bowl in carriera e l'inserimento nel Second-team All-Pro. Malgrado i favori del pronostico, i Bengals furono eliminati per il terzo anno consecutivo nel primo turno dei playoff, questa volta in casa per mano dei San Diego Chargers, in una gara in cui Vontaze mise a segno 7 tackle e un sack condiviso. A fine anno fu votato al 52º posto nella NFL Top 100 dai suoi colleghi.

#### 2014
Il 20 agosto 2014, Burfict firmò con i Bengals un rinnovo contrattuale quadriennale del valore di 20,5 milioni di dollari. Nella prima partita dell'anno contro i Ravens, lasciò la gara nel secondo quarto a causa di una commozione cerebrale subita. Quell'anno riuscì a disputare solamente cinque partite, con 29 tackle e un fumble forzato.

#### 2015

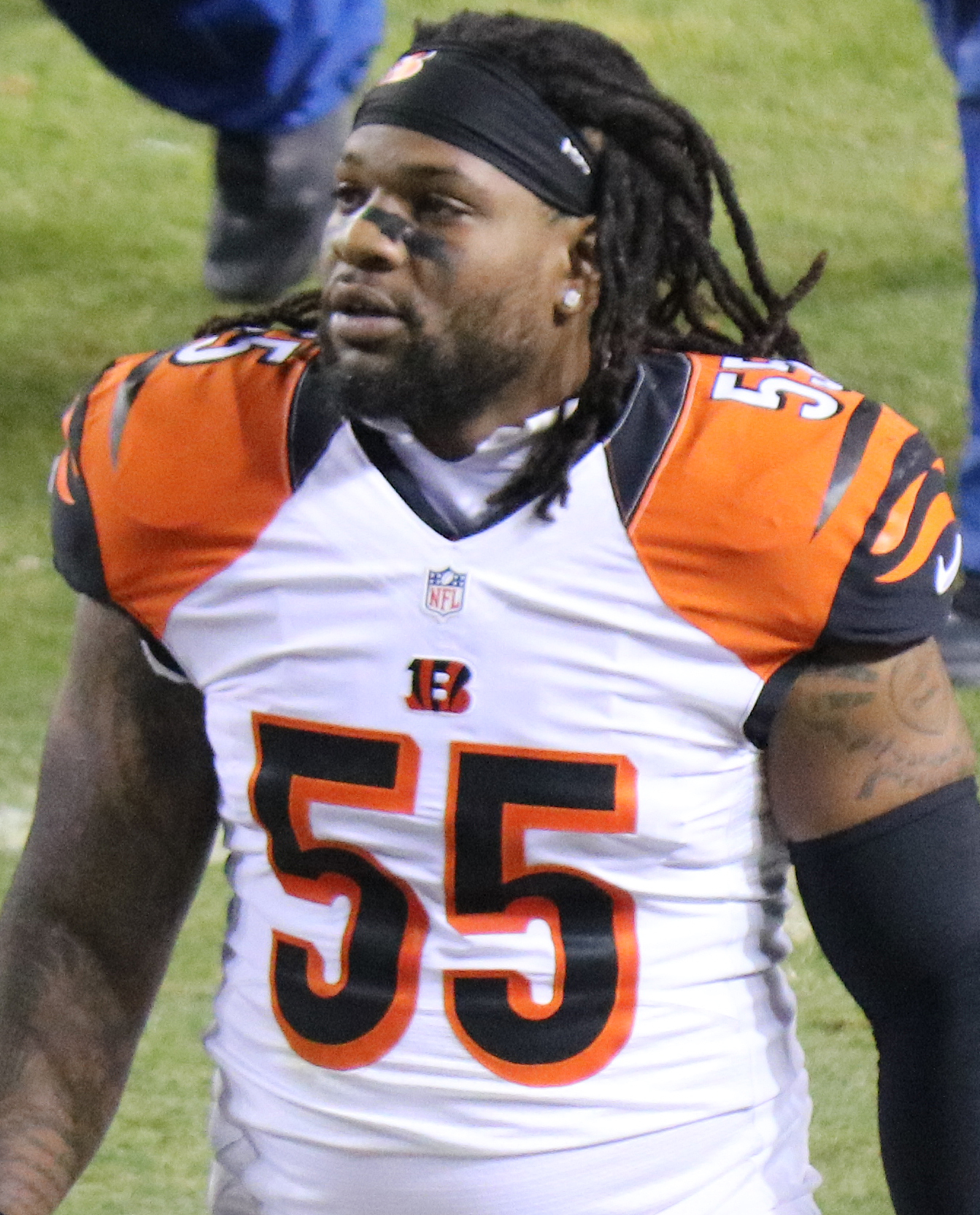
Burfict nel 2015

Anche nel 2015, Burfict perse diverse gare per infortunio. Nella vittoria della settimana 15 sui 49ers disputò una delle migliori gare stagionali, terminando con sette tackle, un sack, tre passaggi deviati e il secondo intercetto in carriera ai danni di Blaine Gabbert. Nel primo turno di playoff in casa contro gli Steelers, Burfict fu prima protagonista in positivo intercettando nei minuti finali il quarterback Landry Jones, nell'azione che sembrò avere portato la sua squadra a un passo dalla vittoria. In seguito, dopo che Cincinnati tornò in difesa a causa di un fumble perso da Jeremy Hill, il giocatore commise un grave errore con un violento colpo irregolare su Antonio Brown che portò a sanzionare la sua squadra con un penalità da 15 yard con cui gli Steelers arrivarono in posizione utile per calciare il field goal della vittoria. A causa di tale incidente, il giocatore fu sospeso per tre partite dalla lega.
Il 16 marzo 2018 Burfict fu squalificato per le prime quattro gare della stagione per uso di sostanze dopanti. Il 18 marzo 2019 fu svincolato.

### Oakland Raiders
Il 19 marzo 2019, Burfict firmò un contratto di un anno del valore di 5 milioni di dollari con gli Oakland Raiders. Durante la quarta settimana contro gli Indianapolis Colts, Burfict ha effettuato un colpo illegale da casco a casco su Jack Doyle, che ha portato Burfict alla squalifica dopo una penalità per fallo personale. Il giorno successivo, la lega nazionale di calcio ha sospeso Burfict senza paga per il resto della stagione 2019, che copriva anche i playoff. Jon Runyan, vicepresidente esecutivo delle operazioni calcistiche della lega e responsabile disciplinare, ha inviato a Burfict una lettera di rimprovero, citando la storia a lungo termine di Burfict di falli personali e colpi illeciti contro gli avversari. Burfict ha tentato di presentare ricorso contro la sua sospensione ma è stato respinto. Ulteriori indagini hanno rivelato che nella stessa partita Burfict è stato espulso, ha effettuato un altro colpo illegale nel gioco quando ha effettuato un contatto casco-casco contro il running back dei Colts Nyheim Hines, sebbene non sia stata applicata alcuna penalità per il colpo. Questa sarebbe stata l'ultima goccia per Burfict nella sua carriera professionale e perse il resto della stagione.

## Palmarès
- Convocazioni al Pro Bowl: 1

2013
- Second-team All-Pro: 1

2013
- Difensore della AFC della settimana: 1

11ª del 2013